# Bet-at-home.com
bet-at-home.com AG este o companie de jocuri de noroc și pariuri online, fondată în 1999 de Jochen Dickinger și Franz Ömer. 
bet-at-home.com AG și filialele sale este una din cele mai mari agenții de pariuri din Europa, în special în Europa de Est și țările germanofone. Acest site este interzis în România de Oficiul Național pentru Jocuri de Noroc.